# Municipio de Upper Red Owl
El municipio de Upper Red Owl (en inglés: Upper Red Owl Township) es un municipio ubicado en el condado de Meade en el estado estadounidense de Dakota del Sur. En el año 2010 tenía una población de 22 habitantes y una densidad poblacional de 0,24 personas por km².

## Geografía
El municipio de Upper Red Owl se encuentra ubicado en las coordenadas 44°44′10″N 102°37′13″O / 44.73611, -102.62028. Según la Oficina del Censo de los Estados Unidos, el municipio tiene una superficie total de 93.14 km², de la cual 93,02 km² corresponden a tierra firme y (0,13 %) 0,12 km² es agua.

## Demografía
Según el censo de 2010, había 22 personas residiendo en el municipio de Upper Red Owl. La densidad de población era de 0,24 hab./km². De los 22 habitantes, el municipio de Upper Red Owl estaba compuesto por el 86,36 % blancos y el 13,64 % eran de una mezcla de razas. Del total de la población el 0 % eran hispanos o latinos de cualquier raza.